# Tina S
Tina Setkic (Évry, Isla de Francia, 7 de abril de 1999) es una guitarrista francesa especializada en cubrir solos técnicamente difíciles de heavy metal de Van Halen, Gary Moore, Iron Maiden, Megadeth y Pink Floyd, y música clásica metalizada que incluye piezas de Beethoven, Paganini, y Vivaldi, empleando principalmente una técnica de guitarra conocida como shred.
Desde los trece años, su popularidad ha aumentado, especialmente a través de YouTube y las redes sociales, atrayendo la atención de notables músicos y fabricantes de guitarras.
Originaria de la región de París, recibió lecciones de guitarra clásica a la edad de 6 años, y luego estudió con el guitarrista de jazz-rock Renaud Louis-Servais. A los 9 años hizo un cover de la versión clásica de "Hotel California" de los Eagles y a los 13 comenzó a especializarse en rock eléctrico.
Setkic comenzó un canal de YouTube en 2007 (a los 8 años) y en 2013 subió un video de su versión del solo de guitarra de Eddie Van Halen, Eruption. En una semana, este video fue visto cuatro millones de veces y en los dos años siguientes se había visto once millones de veces.
En el mismo año, retomó el tercer movimiento de Antonio Vivaldi, "Presto", del Concierto nº 2 en sol menor, op. 8, RV 315, más conocida como Summer of Four Seasons (la pieza fue adaptada para guitarra eléctrica por Patrick Rondat en 1996). En marzo de 2015, tocó Through the Fire and Flames, de la banda británica DragonForce.
A principios de 2016, sus videos habían recibido un total de aproximadamente sesenta millones de visitas. y en 2017 obtuvo el puesto 217 (36% superior) en la lista de YouTubers franceses según el número de suscriptores y el 265 (44% superior) en la lista de YouTubers franceses según el número de visitas a YouTube. 
Setkic no ha subido ningún video desde finales de 2016, pero en 2020 había acumulado un total de 162 millones de visitas.
Setkic es una artista destacada del fabricante francés de guitarras Vigier Guitars, y su interpretación ha sido notada por el bajista Wolfgang Van Halen.
Según Setkic, su interés por la guitarra proviene de su pasión por el trabajo de las guitarristas Ana Vidović and Orianthi.
A mediados de 2016, no hay evidencia que sugiera que se haya presentado como artista independiente o como músico de sesión o que haya sido musicalmente activa de alguna manera en público.
Hasta 2022 que formó la banda de rock Spin Twice junto con Thomas Smagghe a la voz, al que se les unió Augustin Bauer en la batería.
Después de trabajar en sus composiciones, en 2023 grabaron tres canciones y sacaron su primer disco Gravity. 